# 蜡瓣花球针壳
蜡瓣花球针壳（学名：Phyllactinia corylopsidis）是属于白粉菌目白粉菌科球针壳属的一种真菌，寄生在金缕梅科植物上。该种分布于中国。